# Rally Príncipe de Asturias de 1992
El Rally Príncipe de Asturias de 1992, oficialmente 29.º Rally Príncipe de Asturias, fue la vigésimo novena edición, la 37 cita de la temporada 1992 del Campeonato de Europa de Rally y la novena de la temporada 1992 del Campeonato de España de Rally. Se celebró del 16 al 20 de octubre y contó con un itinerario de veinte tramos que sumaban un total de 257,6 km cronometrados.

## Itinerario
| Día   | Tramo | Nombre                | Distancia | Ganador            | Líder              |
| ----- | ----- | --------------------- | --------- | ------------------ | ------------------ |
| Día 1 | TC1   | Faya                  | 14.21 km  | Jesús Puras        | Jesús Puras        |
| Día 1 | TC2   | Santa Bárbara         | 13.49 km  | Jesús Puras        | Jesús Puras        |
| Día 1 | TC3   | El Cordal             | 12.31 km  | Luis Monzón        | Pedro Javier Diego |
| Día 1 | TC4   | Morcín                | 9.91 km   | Luis Monzón        | Luis Monzón        |
| Día 1 | TC5   | Superespecial Oviedo  | 1.39 km   | Luis Monzón        | Pedro Javier Diego |
| Día 1 | TC6   | Hueri-Faya            | 14.21 km  | Pedro Javier Diego | Pedro Javier Diego |
| Día 1 | TC7   | Santa Bárbara         | 13.49 km  | Luis Monzón        | Pedro Javier Diego |
| Día 1 | TC8   | El Cordal             | 12.31 km  | Pedro Javier Diego | Pedro Javier Diego |
| Día 1 | TC9   | Morcín                | 9.91 km   | Pedro Javier Diego | Pedro Javier Diego |
| Día 2 | TC10  | Valdebárcena-El Llano | 13.81 km  | Luis Monzón        | Pedro Javier Diego |
| Día 2 | TC11  | Torazo-Borines        | 19.76 km  | Pedro Javier Diego | Pedro Javier Diego |
| Día 2 | TC12  | Moandi                | 15.62 km  | Pedro Javier Diego | Pedro Javier Diego |
| Día 2 | TC13  | Torre                 | 11.17 km  | Pedro Javier Diego | Pedro Javier Diego |
| Día 2 | TC14  | Miravalles            | 12.34 km  | Luis Monzón        | Pedro Javier Diego |
| Día 2 | TC15  | Valdebárcena-El Llano | 13.81 km  | Luis Monzón        | Pedro Javier Diego |
| Día 2 | TC16  | Torazo-Borines        | 19.76 km  | Pedro Javier Diego | Pedro Javier Diego |
| Día 2 | TC17  | Moandi                | 15.62 km  | Pedro Javier Diego | Pedro Javier Diego |
| Día 2 | TC18  | Torre                 | 11.17 km  | José Mari Ponce    | Pedro Javier Diego |
| Día 2 | TC19  | Miravalles            | 12.34 km  | José Mari Ponce    | Pedro Javier Diego |
| Día 2 | TC20  | Valdebárcena-Camas    | 11.09 km  | José Mari Ponce    | Pedro Javier Diego |

## Clasificación final
| Pos. | Piloto                | Copiloto           | Automóvil                 | Tiempo       | Diferencia |
| ---- | --------------------- | ------------------ | ------------------------- | ------------ | ---------- |
| 1.   | Pedro Javier Diego    | Icíar Muguerza     | Lancia Delta HF Integrale | 3:06:15      | 0.0        |
| 2.   | Luis Monzón           | Gaspar León        | Lancia Delta HF Integrale | 3:08:47      | +2:32      |
| 3.   | José Mari Ponce       | José Carlos Déniz  | BMW M3 E30                | 3:09:44      | +3:29      |
| 4.   | Daniel Alonso         | Salvador Belzunces | Ford Sierra RS Cosworth   | 3:17:27      | +11:12     |
| 5.   | Oriol Gómez           | Marc Martí         | Peugeot 309 GTI 16        | 3:20:56 1:00 | +14:41     |
| 6.   | Juan Carlos Otamendi  | Manuel A. Colado   | Ford Sierra RS Cosworth   | 3:22:06      | +15:51     |
| 7.   | Miguel Martínez-Conde | Amadeo Aguirre     | Renault Clio 16V          | 3:25:25      | +19:10     |
| 8.   | Sergio Vallejo        | Luís Calafate      | Peugeot 309 GTI 16        | 3:26:10      | +19:55     |
| 9.   | Bernardo Cardín       | Santiago Marcos    | Lancia Delta HF Integrale | 3:26:41      | +20:26     |
| 10.  | Jaime Azcona          | Julius Billmaier   | Peugeot 205 Rallye        | 3:30:57      | +24:42     |